# Kim Gandy

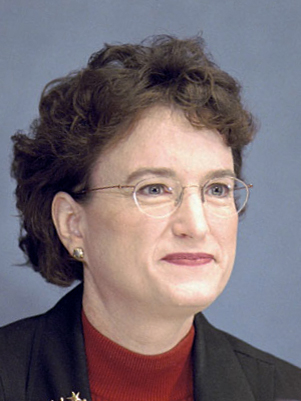
Kim Gandy 2001

Kim Gandy (* 25. Januar 1954 in Bossier City, Louisiana) ist eine amerikanische Feministin, die von 2001 bis 2009 Präsidentin der National Organization for Women (NOW) war. Seit 2012 ist sie Präsidentin und CEO des National Network to End Domestic Violence (Nationales Netzwerk zum Beenden häuslicher Gewalt).

## Leben
Gandy ist die Tochter von Alfred Kenneth Gandy (1928–2010) und Roma R. Gandy (1927–1998). Ihr Vater war Angestellter der früheren Bossier Bank and Trust Company, die während der 1920er Jahre von ihrem Großvater W.A. Gandy gegründet worden war. Nach dem Tod ihrer Mutter heiratete ihr Vater Shirley S. Lacobee (1925–2004). Kim Gandys jüngere Schwester Kellie Ann starb, wie ihre Mutter, an Krebs.
Kim Gandy schloss ihr Studium an der Louisiana Tech University in Ruston mit einem Bachelor of Science in Mathematik ab.
Als sie eine Tätigkeit bei der American Telephone and Telegraph aufnahm, stellte sie fest, dass das Unternehmen das Einverständnis ihres Ehemanns zur Auszahlung von Leistungen an sie benötigte. Sie trat 1973 der National Organization for Women (NOW) in Louisiana bei und widmete sich in den folgenden Jahren einer Kampagne zum Sturz des sogenannten Head and Master law, das Ehemännern die alleinige Verfügungsgewalt über den gemeinsam in der Ehe erwirtschafteten Besitz gab. Angeregt durch ihre Erfahrungen bei NOW, studierte sie an der Loyola University New Orleans School of Law, wo sie Mitglied des Law Review und des National Moot Court Team war. 1978 machte sie ihren Abschluss.
Danach versah Gandy den Dienst eines "Senior assistant District Attorney" in New Orleans und eröffnete später eine eigene "Trial Practice" (für fortgeschrittene Jurastudenten gedachtes juristisches Repetitorium, zum lernen wie man einen strafrechtlichen Fall bei Gericht vor der Jury vorträgt), wobei sie sich auf Fälle spezialisierte, in denen es darum ging, die faire Behandlung von Frauen im Prozess durchzusetzen.
Innerhalb der National Organization for Women bekleidete sie verschiedene Ämter, so als Präsidentin für Louisiana NOW von 1979 bis 1981, "National Secretary" von 1987 bis 1991, und Vizepräsidentin der NOW von 1991 bis 2001. 2001 bis 2009 hatte sie das Präsidentenamt der NOW inne, da sie 2005 zu einer zweiten Amtszeit wiedergewählt wurde.
Im Vorwahlkampf um die Nominierung für die demokratische Präsidentschaftskandidatur 2008 verteidigte Gandy die Kandidatin Hillary Clinton gegen einen Kommentar des Fernsehmoderators beim Nachrichtensender MSNBC, Chris Matthews, selbst Demokrat, dessen Haltung gegenüber Obamas Konkurrentin Hillary Clinton ihm den Vorwurf des Sexismus einbrachte, als er anmerkte, die Senatorin Clinton habe nicht auf Grund ihres Wahlprogramms soviel wohlwollende Unterstützung erhalten, sondern nur aufgrund der Tatsache, dass ihr Mann, der frühere Präsident Bill Clinton, "rumgemacht" habe. Gandy führte aus, Matthews sei "ein Wiederholungstäter, wenn es um sexistische Einstellung zu Frauen in der Politik gehe". Matthews entschuldigte sich öffentlich für seine Bemerkungen.
2009 war Gandy als  Gastwissenschaftlerin ("Resident Fellow") am Institut für Politik der John F. Kennedy School of Government der Harvard University tätig. Von Januar 2010 bis Oktober 2012 war sie Vizepräsidentin und zuständig für Rechtsangelegenheiten ("General Counsel") der Feminist Majority Foundation im Arlington County, Virginia.
Gandy ist verheiratet mit Christopher "Kip" Lornell, einem amerikanischen Musikethnologen und Musikprofessor an der George Washington University in Washington, D.C.  Sie haben zwei Töchter.